# Torre de control

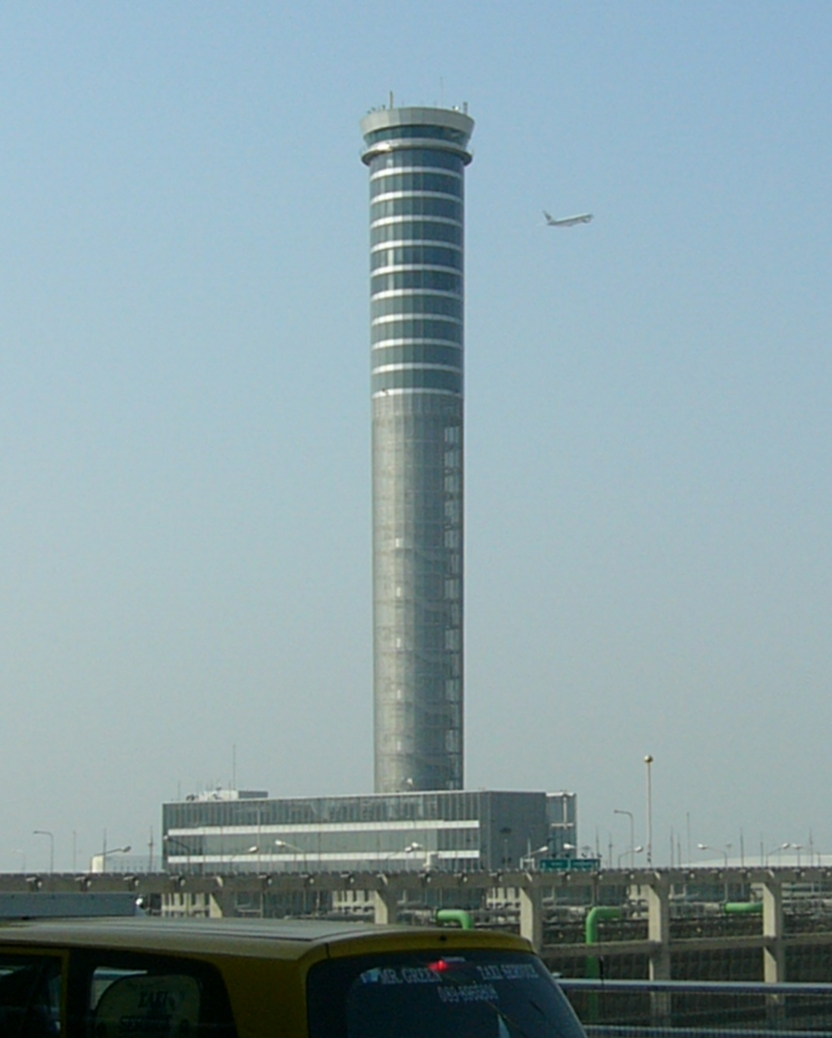
La torre de control del aeropuerto internacional Suvarnabhumi es la más alta del mundo.

Una torre de control es un edificio en forma de torre, en cuya cima se sitúa una sala de control, desde la que se dirige y controla el tráfico de un puerto, de un aeropuerto o de un circuito de carreras. La ubicación y altura de dicho centro de control son esenciales para ver toda la zona que se debe controlar. La torre de control más alta, actualmente, es la del Aeropuerto Internacional Suvarnabhumi, con 132,2 metros de altura.

## Tipos de torres de control

### Torres de control aéreo

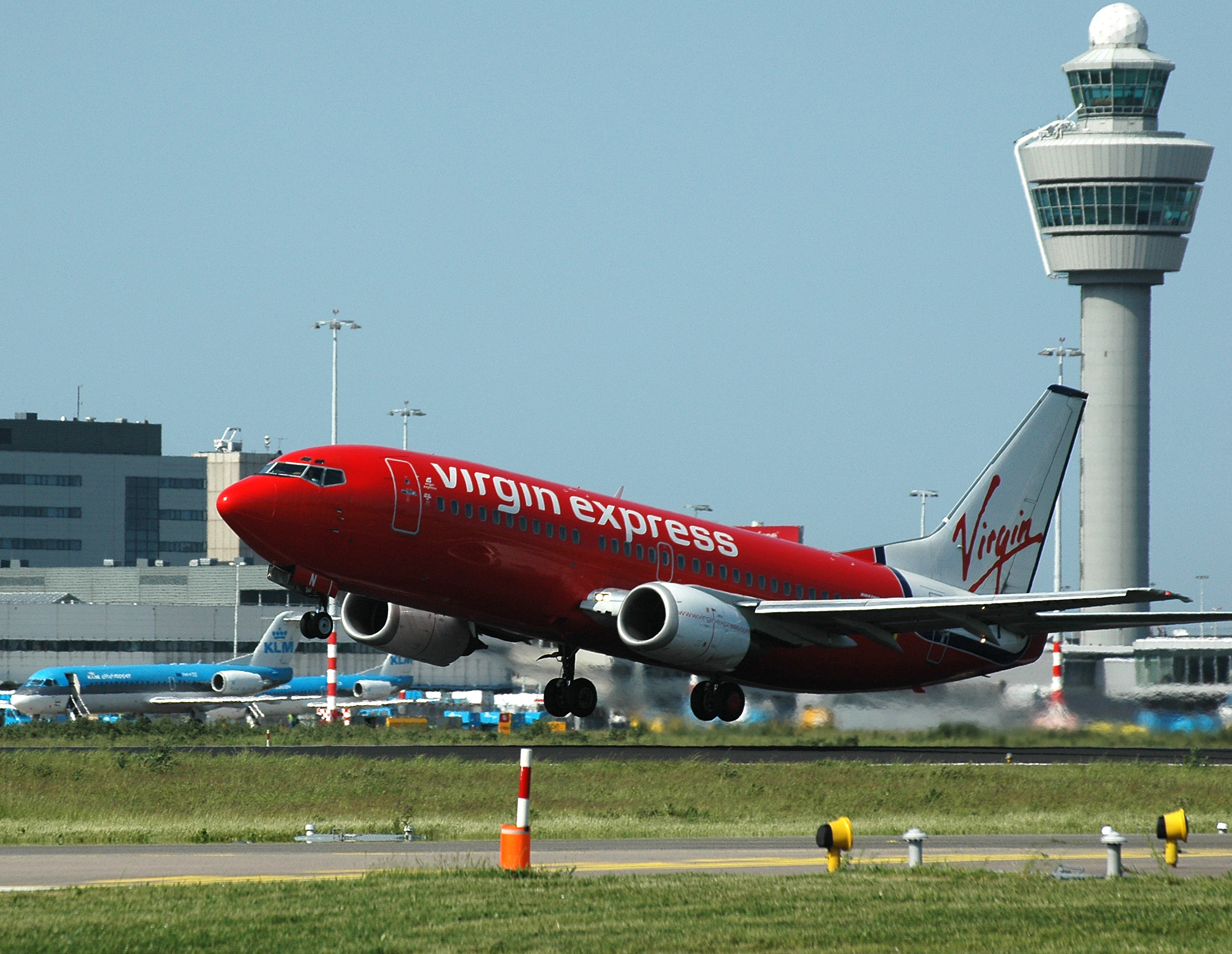
Torre de control aéreo.

La torre de control aéreo es el centro de control desde donde se realiza el control de tráfico aéreo en la zona de un aeropuerto y sus inmediaciones, es decir, el control del rodaje, el despegue, la aproximación final y el aterrizaje de los aviones.
Las torres de control se encargan de separar los despegues y los aterrizajes entre sí, y a estos con los que cruzan sobre su área sin intención de aterrizar, mediante la emisión de autorizaciones  que deben ser obedecidas por los pilotos. Para estas autorizaciones se tiene en cuenta el peso y velocidad de las aeronaves, cuidando que siempre exista una separación reglamentaria, o mayor, entre aviones consecutivos. Otro criterio de asignación de turnos de despegue y aterrizaje consiste en que se despegue y aterrice la mayor cantidad de aeronaves en el mínimo tiempo posible, para reducir demoras, lo cual puede requerir, frecuentemente, que no siempre los aviones despeguen en el mismo orden en que están listos, de acuerdo con sus velocidades y rendimiento.
Su labor es compleja, debido a la gran cantidad de aviones que transitan y las condiciones atmosféricas que pueden alterar dicho tránsito. Para esto el controlador de aeródromo debe, necesariamente, tener a la vista a todas las aeronaves en su comunicación antes de autorizarles entrar en su espacio aéreo, conocer a la perfección la geografía de su sector y contar con equipos de medición de viento y presión atmosférica, como mínimo.
Actualmente se utilizan complejos sistemas automatizados que permiten realizar, en circunstancias normales, las tareas más comunes con poca o ninguna participación humana. De esta manera se optimiza el trabajo y se reduce la probabilidad de accidentes aéreos.
Hay torres de control que cuentan con personal idóneo, capacitado y certificado las 24 horas, y otras torres con limitaciones de horario. El personal puede consistir desde un solo controlador, a varias personas en la torre. Lo más común es que haya dos personas en la torre de control: un controlador para los movimientos de aeronaves y vehículos en tierra (conocido como Control Terrestre) y un controlador para aeronaves en el aire (aviones, helicópteros, globos tripulados y no tripulados); pero pueden existir otros controladores como un supervisor responsable de la operación de la estación; o coordinadores que se encargan de intercambiar información relativa a las operaciones aeronáuticas  con otras dependencias del mismo aeropuerto, como control de salidas o de acercamiento, o con otros aeropuertos.
La función del controlador terrestre es dar instrucciones para que una aeronave u otro vehículo transite en forma segura por el aeropuerto, normalmente en dirección desde o hasta la pista de vuelo.
Las instrucciones que se pueden obtener de un controlador terrestre son entre otras:
Pista en uso;
Dirección y fuerza del viento;
QNH - es decir, la presión barométrica al nivel del mar en ese momento; o bien el QFE, que es la presión atmosférica al nivel de la pista del aeródromo; la primera (QNH) sirve para referirse a la elevación del aeropuerto con respecto al nivel del mar y la segunda (QFE) para medir la altura con respecto al punto de toma de contacto en la propia pista,
Temperatura del aire;
Hora local;
Visibilidad, expresada en metros, dato importante si hay niebla en el sector.
Otra información esencial, como fenómenos meteorológicos actuales que pueden afectar la seguridad del vuelo, tales como informar sobre peligros en la zona, por ejemplo aves en las cercanías, globos meteorológicos, ráfagas de viento, o turbulencia, entre otros.
El controlador que vigila el tráfico en el aire se encarga de coordinar por radio o teléfono con la Oficina de Radar  recibiendo así tráfico que llega al aeropuerto (y esperándolo en forma visual), o entregando a Radar la vigilancia del tráfico aéreo que despegue del aeropuerto.
La idea de que la torre de control esté ubicada tan alta se debe exclusivamente a que les resultará más fácil a los controladores el ver movimientos de aeronaves en el aire o en tierra. Es decir, la torre de control es una oficina de observación en primer lugar (por su altura), y de dirección en segundo lugar (por estar equipada con aparatos de radio).

### Torres de control portuario
Menos extendidas que las de los aeropuertos, las torres de control portuario dirigen el tráfico en puertos de cierta envergadura, y suficientemente compactos como para que el control visual desde la torre sea efectivo.